# .properties
.properties는 응용 프로그램의 구성 가능한 파라미터들을 저장하기 위해 자바 관련 기술을 주로 사용하는 파일들을 위한 파일 확장자이다. 국제화와 지역화를 위한 문자열들을 저장하는데 사용할 수도 있는데 이것을 Property Resource Bundles로 부른다.
각 파라미터는 문자열들의 일부로 저장되는데, 한 문자열은 파라미터의 이름(키)을 저장하며, 다른 하나는 값을 저장한다.

## 포맷
.properties의 각 줄은 일반적으로 하나의 프로퍼티를 저장한다. 키=값, 키 = 값, 키:값, 키 값과 같이 여러 형태가 올 수 있다.
.properties 파일에서 주석은 줄 맨 앞에 #이나 !로 시작하며, 이 때 해당 줄의 나머지 문자열들은 모두 무시된다. properties 파일의 예는 아래와 같다.
```
# You are reading the ".properties" entry.

! The exclamation mark can also mark text as comments.

# The key and element characters #, !, =, and : are written with

# a preceding backslash to ensure that they are properly loaded.

website
 
=
 
http
\:
//en.wikipedia.org/

language
 
=
 
English

# The backslash below tells the application to continue reading

# the value onto the next line.

message
 
=
 
Welcome to 
\

          
Wikipedia!

# Add spaces to the key

key
\ 
with
\ 
spaces
 
=
 
This is the value that could be looked up with the key "key with spaces".

# Unicode

tab
 
:
 
\u
0009

```

## 같이 보기
- 더 복잡한 설정 포맷을 원할 경우 XML와 YAML이 사용된다.